# Movie Surfers
Movie Surfers è un mini-show in onda dal giugno 1997, prodotto da Disney Channel e trasmesso dalla stessa emittente e, dal 2009, anche da Disney XD.
I protagonisti del programma, trasmesso sotto forma di pubblicità, sono quattro ragazzi che vanno dietro le quinte dei film di Walt Disney prossimi dell'uscita nei cinema.

## Conduttori

### Conduttori attuali
- Karen (2009-presente)
- Dabier (2009-presente)
- Brooke (2009-presente)
- Michelle (2009-presente)
- Kelsey (2009-presente)
- Blaine Miller (2008-presente)
- Bridger Zadina (2008-presente)
- Morgan Terrelle (2008-presente)
- Tessa (2006-presente)
- Jeryn (2006-presente)
- Hector (2004-presente)
- Gilland Jones (2009-presente)

### Conduttori passati
- Paris
- Mathew (1998-2001)
- Andrew (1998-2001)
- Lindsey (2001-2004)
- Leila
- Rose (2004-2006)
- Drake (2006)
- Kendal (1999-2001)
- Alexis (2001-2003)
- Lauren (1999-2001)
- Mischa (2001-2004)
- Cleavon (2001-2002)
- Tina (1998-2001)
- Marcus (2001-2004)
- Josh
- Bernie Guzman (1998-2001)
- Stevanna (2006-2009)
- Michael (2006-2009)